# بيوند كمبار
بيوند كمبير (بالإنجليزية: Beyond Compare)‏ وتعني ما وراء المقارنة هو أداة لمقارنة الملفات. وبصرف النظر عن مقارنة الملفات، فإن البرنامج قادر على إجراء مقارنة جنبًا إلى جنب للمجلدات وما تحتويه من ملفات، ومجلدات FTP ومجلدات SFTP ، ومجلدات دروبوكس، ومجلداتAmazon S3 ، والملفات المؤرشفة. البرنامج متوفر لنظام ويندوز، وماك OS ، ولينكس. تكمن قوة البرنامج في أنه يمكن تهيئته على أنه أداة لاظهار الفروقات ودمج أنظمة التحكم في الإصدار البرمجة، مثل GIT.

## الاستقبال
في مراجعة أبريل 2009، حصلالبرنامج على أربعة من أصل خمسة نجوم من موقع CNET . وجد المراجعون في البداية أن واجهة المستخدم «مربكة قليلاً»، لكن «سرعان ما يمكن فهمها»، بعد استخدام البرنامج لفترة قصيرة.
أدرج «مايكل ديزموند» -وهو كاتب موقع عالم الكمبيوتر الشخصي - البرنامج في قائمة المرافق لعام 2005 لـ «كمبيوتر خالٍ من المتاعب». وسلط الضوء على ميزة «قائمة المراقبة» الخاصة بالبرنامج لإشادة خاصة. ظهر البرنامج في عدد مارس 2005 من مجلة Windows IT Pro ، في قسم "What Hot".
حدد سكوت ميتشل -الذي يكتب لمجلة شبكة مطوري مايكروسوفت- قواعد مقارنة البرنامج باعتبارها أقوى ميزاته. تتحكم القواعد القابلة للتخصيص في الاختلافات بين الملفين التي يجب وضع علامة عليها على هذا النحو. يتم تضمين مجموعة من القواعد المحددة مسبقًا للمقارنة بين أنواع الملفات الشائعة، مثل التعليمات البرمجية المصدر سي++ ، وملفات XML ، وHTML .

## وصلات خارجية
- الموقع الرسمي